# Compactron

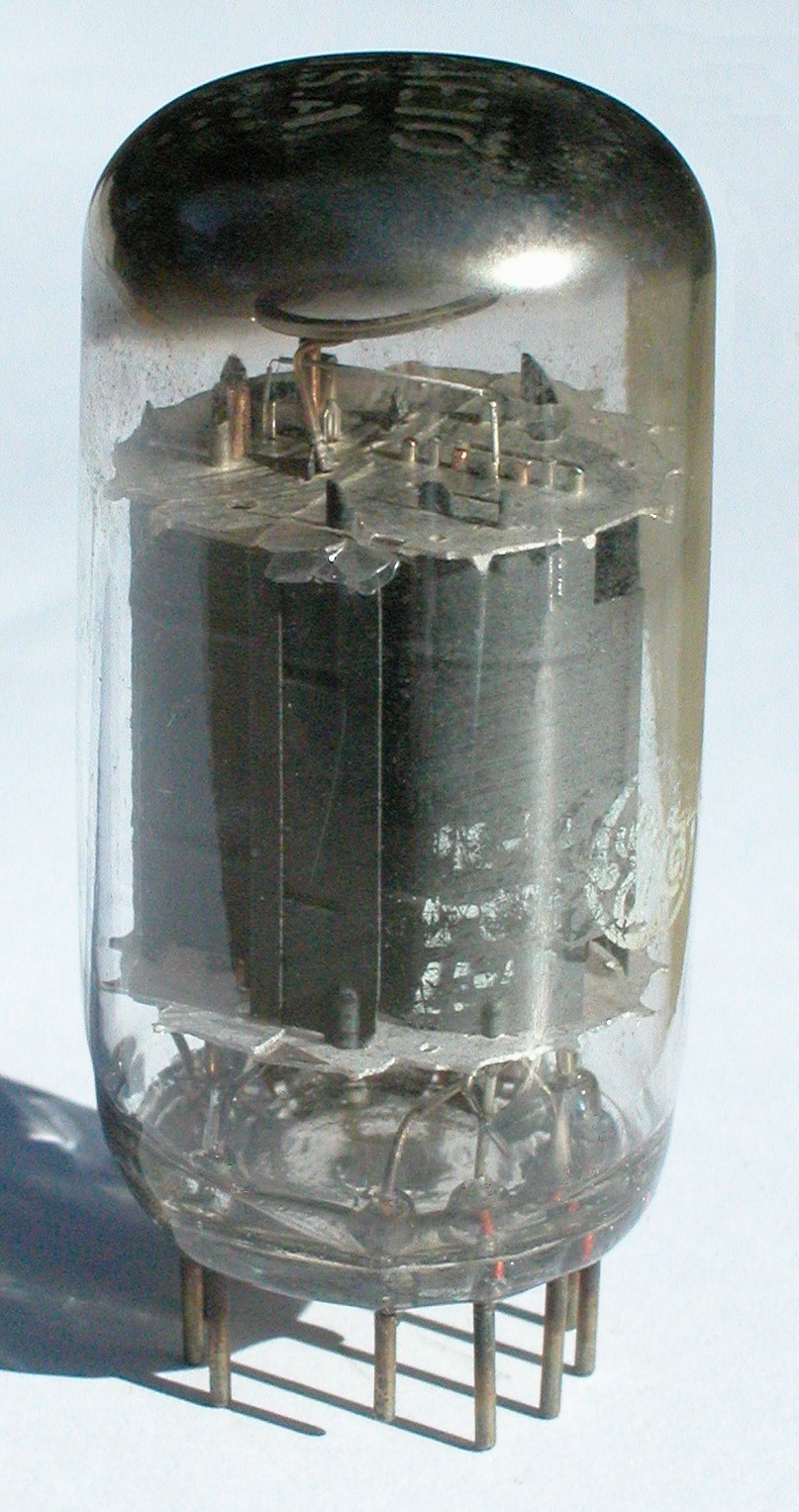
12AE10 Tube Compactron (une double pentode), fabriquée par GE

Le Compactron est un type de tube électronique commercialisé en 1961 par General Electric. Ce genre de tubes possède 12 broches de sorties, le but de ce produit était de permettre aux tubes électroniques de rester sur le marché quelques années de plus face à la révolution transistor. Les téléviseurs furent l'application dominante de ce genre de tubes. La plupart des compactrons sont des tubes à éléments multiples, comme des triples triodes, des doubles pentodes, ou bien des tubes pour les applications hautes tensions et de fortes puissances comme les tubes utilisés pour le balayage des écrans de téléviseurs.
Une particularité de la plupart des compactrons est que le queusot, se trouve sous le tube, contrairement aux tubes « miniatures » classiques qui ont le queusot sur le dessus du tube. Des variantes de ce tube furent fabriquées par Sylvania et quelques sociétés japonaises. La production de compactron s'arrêta au début des années 1990.
Exemples :
- 6AG11 Double triode à fort gain et Double diode (application : décodeurs FM stereo)
- 6M11 Double triode et pentode
- 12AE10 Double pentode
- 8B10 Double triode et double diode
- 38HK7 pentode et diode
- 6AF11 Double triode et pentode